# Pizza au chocolat

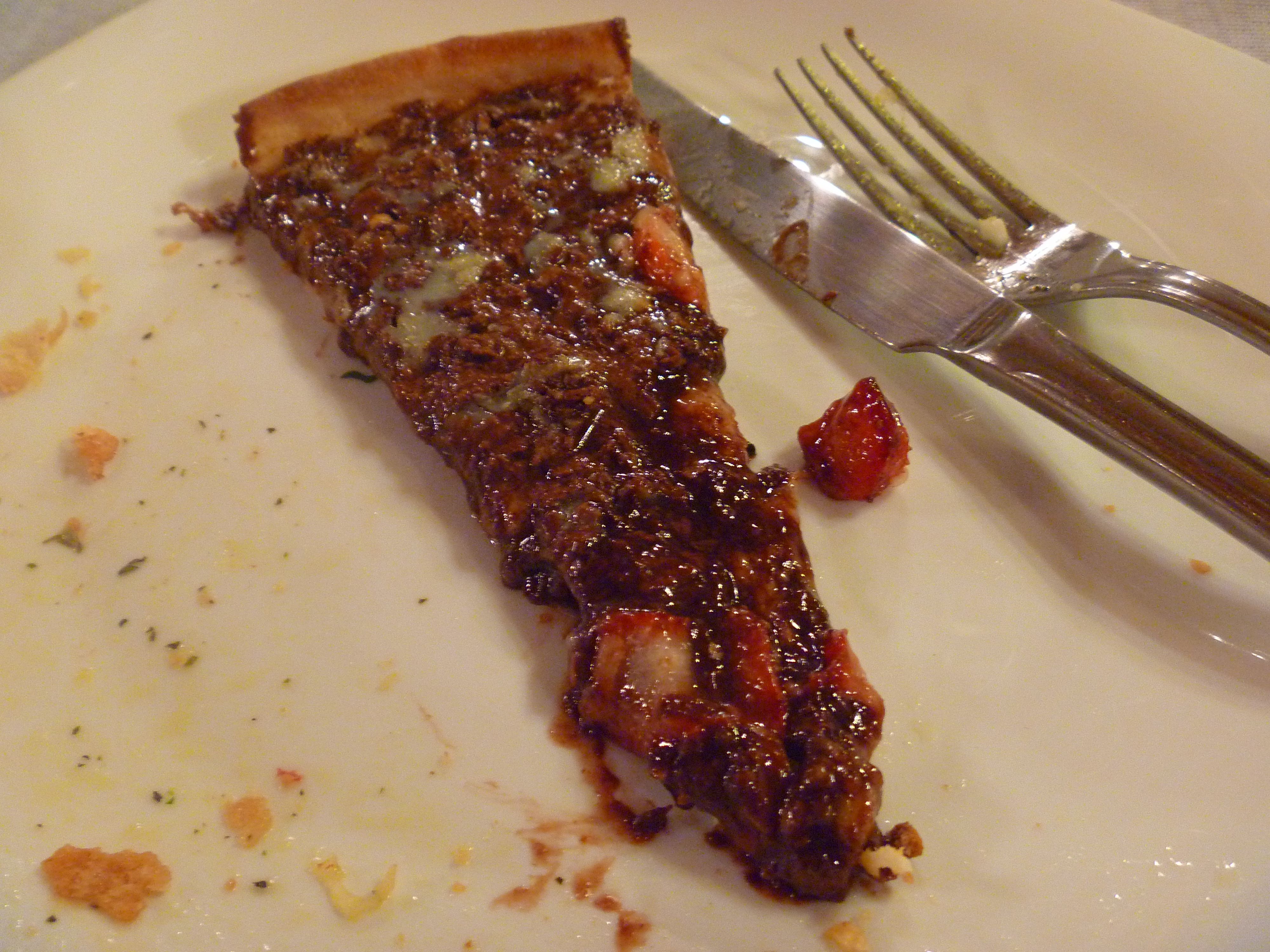
Une part de pizza au chocolat au Brésil

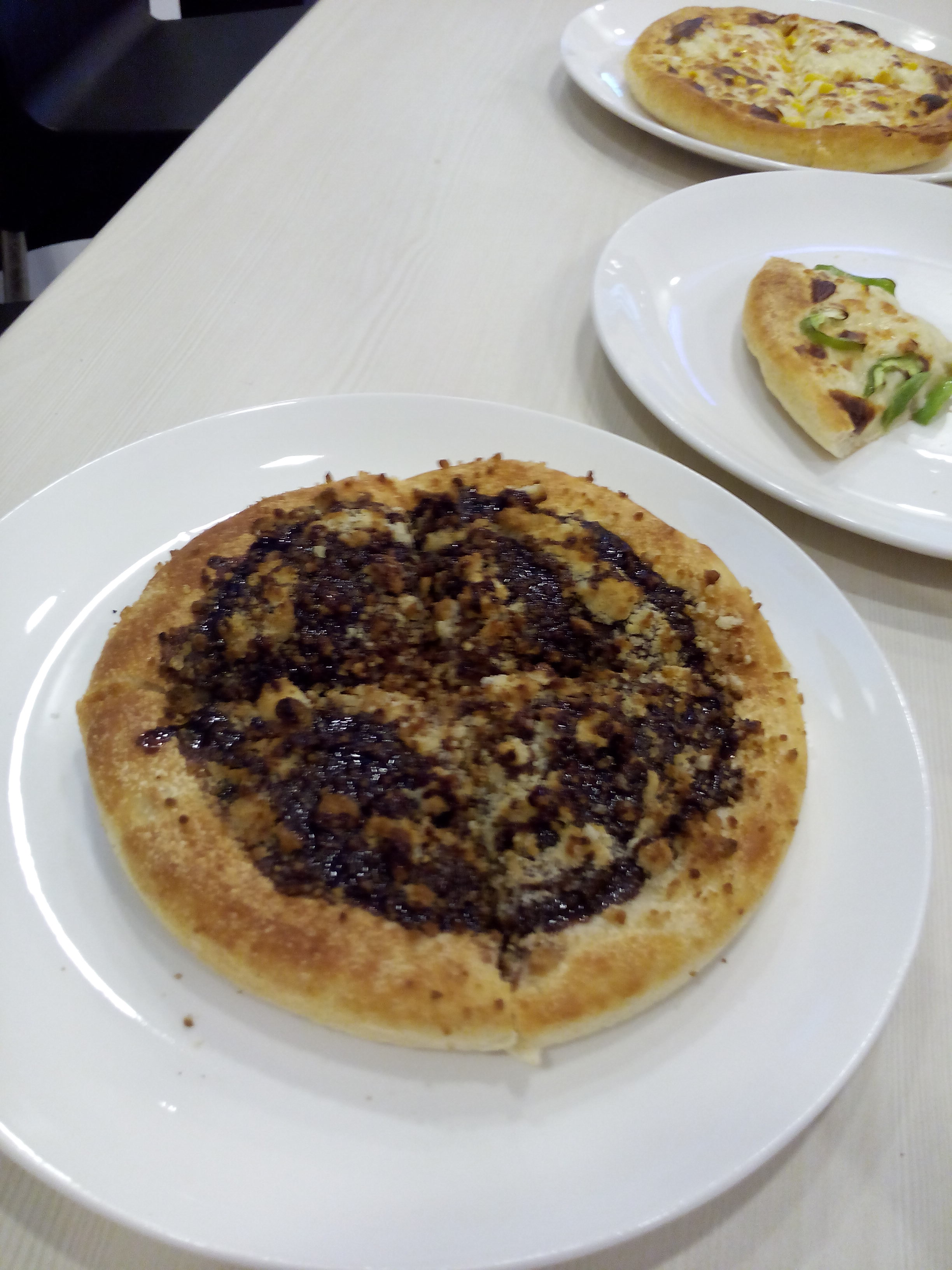
Une pizza au chocolat pour une personne

Une pizza au chocolat est une pizza sucrée dont l'ingrédient principal est le chocolat. Ses styles et techniques de préparation varient.

## Préparation
Certaines pizzas au chocolat incorporent du chocolat dans la pâte à pizza. Elles peuvent être servies en tant que mets sucré de type dessert ou en tant que mets salé comprenant du chocolat. Une pizza au chocolat peut être préparée en employant du chocolat pâtissier en guise de pâte à tartiner avant d'être cuite au four. Une variante consiste à utiliser une pâte à tartiner aux noisettes après la cuisson de la pizza. On retrouve dans la préparation des pizzas au chocolat du sucre glace, de la banane, des fraises, des guimauves, des vermicelles, des bonbons Smarties ou encore des pépites de chocolat blanc.

## Histoire
La pizza au chocolat combine le chocolat et la pizza, deux ingrédients populaires chez les enfants. Elle a pris de l'ampleur dans plusieurs pays occidentaux et est proposée comme dessert dans des chaînes et restaurants franchisés.
La pizza au chocolat est également réputée pour être une douceur de la Saint-Valentin, de Pâques et de Noël. 